# Перелёвка
Перелёвка (бел. Пералёўка) — деревня в Столбунском сельсовете Ветковского района Гомельской области Белоруссии.
На юге — торфяной заказник.

## Административное устройство
До 11 января 2023 года входила в состав Малонемковского сельсовета. В связи с объединением Столбунского, Малонемковского и Яновского сельсоветов Ветковского района Гомельской области в одну административно-территориальную единицу — Столбунский сельсовет, включена в состав Столбунского сельсовета.

## География

### Расположение
В 46 км на северо-восток от Ветки, 68 км от Гомеля, 1 км от государственной границы с Россией.

### Гидрография
Река Перелёвка (приток реки Беседь).

## Транспортная сеть
Транспортные связи по просёлочной, затем автомобильной дороге Казацкие Болсуны — Светиловичи. Планировка состоит из двух разделенных рекой частей: северной -прямолинейная, ориентированная с юго-запада на северо-восток улица и южной — дугообразная улица, ориентированная с юго-запада на северо-восток. Застройка двусторонняя, преимущественно деревянная, усадебного типа.

## История
Обнаруженный археологами курган (3 км на юго-запад от деревни, в урочище Синий Омут) свидетельствует о заселении этих мест с давних времён. По письменным источникам известна с XVIII века как селение в Речицком повете Минского воеводства Великого княжества Литовского. После 1-го раздела Речи Посполитой (1772 год) в составе Российской империи. В 1785 году в аренде у К. Вишинского. В 1850 году собственность казны. В 1885 году работали Успенская церковь (деревянная), водяная мельница, 2 ветряные мельницы. Согласно переписи 1897 года располагались: церковно-приходская школа, хлебозапасный магазин (с 1880 года), 3 ветряные мельницы, трактир; село в Столбунской волости Гомельского уезда Могилёвской губернии. В деревенской школе в 1907 году 85 учеников. В результате пожара 1907 года сгорели 32 двора. Часто случались пожары в деревне и в следующие годы. В 1909 году 1698 десятин земли, церковь, школа, мельница.
Против германских оккупантов в 1918 году жители более 5 часов вели тяжёлый бой. Действовал партизанский отряд. Немцы сожгли деревню. В 1926 году работали почтовый пункт, 4-летняя школа. С 8 декабря 1926 года по 30 декабря 1927 года центр Перелёвского сельсовета Светиловичского, с 4 августа 1927 года Ветковского района Гомельского округа. В 1931 году создан колхоз «Труженик». В 1939 году в деревню переселены жители соседних посёлков Озёрщина, Казачка, Максимово, Чистые Лужи. Во время Великой Отечественной войны оккупанты создали в деревне свой опорный пункт, разгромленный партизанами. 97 жителей погибли на фронте. В 1959 году в составе совхоза «Северный» (центр — деревня Малые Немки). Действуют кирпичный завод, средняя школа, Дом культуры, библиотека, фельдшерско-акушерский пункт.
В 1968 году в деревню переселились жители посёлка Роща.

## Население

### Численность
- 2004 год — 116 хозяйств, 249 жителей.

### Динамика
- 1816 год — 207 жителей.
- 1850 год — 92 двора, 709 жителей.
- 1886 год — 133 двора, 884 жителя.
- 1897 год — 170 дворов, 1098 жителей (согласно переписи).
- 1909 год — 183 двора, 1324 жителя.
- 1926 год — 240 дворов, 1197 жителей.
- 1940 год — 1521 житель.
- 1959 год — 767 жителей (согласно переписи).
- 2004 год — 116 хозяйств, 249 жителей.